# 10 000 пр.н.е.
10 000 пр.н.е. е американски филм от 2008 година за предисторическата ера, на режисьора Роланд Емерих, с участието на Стивън Стрейт и Камила Бел. Световната премиера на филма е на 26 февруари 2008 в Берлин, Германия, а кинопремиерата на 7 март в САЩ.
Филмът разказва историята на 21-годишния ловец на мамути Д’Ле (Стивън Стрейт) от първобитно племе по време на каменната ера. Той се влюбва в мистериозно момиче на име Еволет (Камила Бел), което е отвлечено от четирикраки демони. За да спаси любовта си и племето, Д'Ле събира ловци и тръгва след нашествениците.